# يوديد ثاليوم أحادي
 يوديد ثاليوم أحادي  مركب كيميائي له الصيغة TlI ، ويكون على شكل بلورات صفراء .